# Ekholm & Tegebjer
Ekholm & Tegebjer (fullständigt namn: Ekholm & Tegebjer förlags AB) var ett svenskt bok- och serieförlag. Det grundades 2008 av Kenneth Ekholm och Mikael Tegebjer. Man gav fram till nedläggningen av förlaget 2014 bland annat ut kriminalromaner, seriealbum och svenska ungdomsromaner.

## Historik
De båda förläggarna, Kenneth Ekholm och Mikael Tegebjer, hade tidigare arbetat med utgivning på både större och mindre förlag. Tegebjer var med och grundade serieförlaget Optimal Press och startade senare Jemi förlag. Ekholm och Tegebjer fick idén till ett bokförlag ihop under deras gemensamma tid som anställda på Egmont Kärnan, där Ekholm var kreativ chef och Tegebjer hade det redaktionella ansvaret för den "vuxnare" serieboksutgivningen samt dessförinnan varit redaktör för ett antal av förlagets tidningar.
Under den sexåriga verksamheten gav Ekholm & Tegebjer givit ut ett 30-tal böcker. Man började utgivningen med översättning av deckare/thrillers av Caroline Graham och Robert Goddard. Senare har man bland annat givit ut en av böckerna i Mikael Thörnqvists bokserie Bollkänsla och publicerat Claes Reimerthis Myrddin.
Sedan 2009 var man också ett serieförlag, med namn som Ola Skogäng, Samuel Larsson, Johan Wanloo och Zits. 2011–2013 gav man ut en samlingsutgåva av Peter Madsens gudaberättelse Valhall (i ny översättning av Mikael Tegebjer). 2012 bidrog Skogäng i lag med seriekollegan Per Demervall till Strindbergåret genom den alternativhistoriska Strindbergs sista drömspel: Döda rummet.
Vid sidan av kriminalromaner och tecknade serier har förlaget presenterat facklitteratur (Daniel Brodéns doktorsavhandling om kriminalfilmens historia) och betraktelser av samtiden (Jane Shillings Främlingen i spegeln). Av Lasse Åberg har man givit ut den tillbakablickande Åberg från A till Ö.
Maj/juni 2014 meddelade förlaget att man lade ner verksamheten. Orsaken skulle ha varit tidsbrist; förlaget har haft god ekonomi genom att de båda förläggarna arbetat ideellt med Ekholm & Tegebjer samtidigt som man haft heltidsarbeten på annat håll. Efter förlagets nedläggning fortsatte Kenneth Ekholm som förlagschef på Pagina förlag och Mikael Tegebjer i sin roll som chefredaktör på Bulls Press. Vid nedläggningen hade en av förlagets utgåvor – Ola Skogängs och Daniel Thollins Deus ex machina: Fadern (i serien Theos ockulta kuriositeter) – hunnit bli nominerad till Urhunden för 2013 års bästa originalsvenska seriebok.

## Utmärkelser
Dagens Nyheter placerade Steve Hamiltons Tystnadens gåta överst i dess lista över 2012 års bästa deckare.

## Källhänvisningar
1. 1 2  "Företagsuppgifter". Ratsit.se. Läst 1 juni 2013.
2. 1 2  "PRESSRELEASE Juni 2014". Arkiverad 17 september 2014 hämtat från the Wayback Machine. Ekholmtegebjer.se. Läst 18 september 2014.
3. ↑  Leijnse, Emma (2012-03-12): "Rafflande berättelse med många olika trådar". Arkiverad 2 oktober 2013 hämtat från the Wayback Machine. Sydsvenskan.se. Läst 1 juni 2013.
4. ↑  Warnqvist, Åsa (2011-08-08): "En mustig samling asar". Svd.se. Läst 1 juni 2013.
5. ↑  Svensson, Patrik (2012-05-14): "Förlåt, men … varför?". Arkiverad 2 oktober 2013 hämtat från the Wayback Machine. Sydsvenskan.se. Läst 1 juni 2013.
6. ↑  Olsson, Lotta (2012-11-09): LitteraturMagazinet. Arkiverad 2 oktober 2013 hämtat från the Wayback Machine. Läst 1 juni 2013.
7. ↑  Hammarlund, Ola (2014-05-17): "Nomineringar till Urhunden 2014". Arkiverad 21 oktober 2014 hämtat från the Wayback Machine. Urhunden.se. Läst 18 september 2014.
8. ↑  "Årets bästa deckare 2012". DN.se. Läst 22 september 2013.